# Ligne de tramway 62 (SNCV Groupe de Charleroi)
 (janvier 2022).
 (mars 2021).
La mise en forme du texte ne suit pas les recommandations de Wikipédia : il faut le « wikifier ».
Les points d'amélioration suivants sont les cas les plus fréquents. Le détail des points à revoir est peut-être précisé sur la page de discussion.
- Les titres sont pré-formatés par le logiciel. Ils ne sont ni en capitales, ni en gras.
- Le texte ne doit pas être écrit en capitales (les noms de famille non plus), ni en gras, ni en italique, ni en « petit »…
- Le gras n'est utilisé que pour surligner le titre de l'article dans l'introduction, une seule fois.
- L'italique est rarement utilisé : mots en langue étrangère, titres d'œuvres, noms de bateaux, etc.
- Les citations ne sont pas en italique mais en corps de texte normal. Elles sont entourées par des guillemets français : « et ».
- Les listes à puces sont à éviter, des paragraphes rédigés étant largement préférés. Les tableaux sont à réserver à la présentation de données structurées (résultats, etc.).
- Les appels de note de bas de page (petits chiffres en exposant, introduits par l'outil «  Source ») sont à placer entre la fin de phrase et le point final[comme ça].
- Les liens internes (vers d'autres articles de Wikipédia) sont à choisir avec parcimonie. Créez des liens vers des articles approfondissant le sujet. Les termes génériques sans rapport avec le sujet sont à éviter, ainsi que les répétitions de liens vers un même terme.
- Les liens externes sont à placer uniquement dans une section « Liens externes », à la fin de l'article. Ces liens sont à choisir avec parcimonie suivant les règles définies. Si un lien sert de source à l'article, son insertion dans le texte est à faire par les notes de bas de page.
- La présentation des références doit suivre les conventions bibliographiques. Il est recommandé d'utiliser les modèles {{Ouvrage}}, {{Chapitre}}, {{Article}}, {{Lien web}} et/ou {{Bibliographie}}. Le mode d'édition visuel peut mettre en forme automatiquement les références.
- Insérer une infobox (cadre d'informations à droite) n'est pas obligatoire pour parachever la mise en page.

Pour une aide détaillée, merci de consulter Aide:Wikification.
Si vous pensez que ces points ont été résolus, vous pouvez retirer ce bandeau et améliorer la mise en forme d'un autre article.
La ligne 62 est une ancienne ligne du tramway vicinal de Charleroi de la Société nationale des chemins de fer vicinaux (SNCV) qui reliait Charleroi à Gosselies entre 1887 et 1988.

## Histoire
Indices : G → 60 → 62
Tableaux : 1931 440
3 juin 1887 : mise en service en traction vapeur entre Charleroi Prison et Lodelinsart Saint-Antoine (sections nouvelles, capital 10); exploitation par la société anonyme des Railways économiques de Liège-Seraing et extensions (RELSE).
30 mai 1901 : électrification.
1904 : reprise de l'exploitation par la société des Tramways électriques du pays de Charleroi et extensions (TEPCE) filiale des RELSE.
12 août 1912 : prolongement de Lodelinsart Saint-Antoine à Jumet Chaussée de Gilly (nouvelle section, capital 10).
19 juin 1915 : prolongement de Jumet Chaussée de Gilly à Jumet Carrosse; 3 juillet prolongement de Jumet Carrosse à Gosselies Calvaire (nouvelles sections, capital 10).
Vers 1920 : attribution de l'indice G.
1923 : reprise de l'exploitation par la SNCV.
1er juillet 1928 : attribution de l'indice 60.
30 avril 1932 : attribution de l'indice 62, l'indice 60 est repris par une nouvelle ligne vers Mellet.
1938 : terminus déplacé de Charleroi Prison à Charleroi Sud.
1940 : terminus reporté de Charleroi Sud à Charleroi Prison.
1945 : terminus reporté de Charleroi Prison à Charleroi Sud.
8 août 1968 : terminus reporté de Charleroi Sud à Charleroi Prison.
22 juin 1976 : déviation par la section Sud - Villette du métro léger, terminus reporté de la Prison à Charleroi Sud.
30 juin 1980 : déviation par la section Villette - Piges du métro léger.
5 avril 1988 : suppression.

## Exploitation

### Horaires
Tableaux :
- 440 (1931), tableau partagé avec la ligne 61 Charleroi - Courcelles, numéro également partagé avec la ligne 65/66 (boucle de Jumet).
- 908 (1958), tableau partagé avec les lignes 41 Charleroi - Trazegnies, 61/64 (boucle de Souvret), 63 Charleroi - Fontaine-l'Évêque et la ligne d'autobus 160 Charleroi - Marbais.

## Matériel roulant

### Automotrices électriques
- type BLC ;
- BN LRV ;
- PCC ;
- type S, SM et SJ ;
- Standard.

### Remorques
- Standard.